# Karin Larsson (bågskytt)
Karin Larsson, född 16 juli 1976, är en svensk bågskytt. Hon deltog vid olympiska sommarspelen 2000.